# Astley Baker Davies
Astley Baker Davies es un estudio de animación británico con sede en Londres, originalmente propiedad de los directores fundadores Neville Astley, Mark Baker y Phil Davies. Es conocida por crear las series animadas The Big Knights, Peppa Pig y Ben & Holly's Little Kingdom. En 2015, se convirtió en una subsidiaria de Entertainment One, tomando una participación del 70%. En 2023, Hasbro mantuvo la participación de eOne en la empresa, convirtiéndola en la subsidiaria mayoritaria de la división recién creada de Hasbro, Hasbro Entertainment, debido a que los activos no infantiles de eOne se vendieron a Lionsgate más adelante en el año. El 16 de marzo de 2021, se anunció que Entertainment One renovó Peppa Pig hasta el 2027, y después de 19 años, los creadores originales y la compañía dejarían la producción. El estudio de animación Karrot Animation (conocidos por producir Sarah & Duck) se haría cargo de la producción a partir de ese entonces.

## Producciones

### Películas
- Peppa Pig: The Golden Boots (2015)
- Peppa Pig: My First Cinema Experience (2017)
- Peppa Pig: Festival of Fun (2019)

### Televisión
| Series                       | Año(s)            | En coproducción con | Cadena de televisión | Notas |
| Década de los 90'            | Década de los 90' | Década de los 90' | Década de los 90'    | Década de los 90' |
| ---------------------------- | ----------------- | --- | -------------------- | --- |
| The Big Knights              | 1999–2000         | BBC Worldwide BBC Bristol | BBC One              | Como The Big Knights Ltd.                                                                                              |
| Década de los 2000'          |                   | |                      | |
| Peppa Pig                    | 2004–presente     | Contender Entertainment Group (temporada 1) Rubber Duck Entertainment/E1 Kids/Entertainment One Family (temporadas 2–4) Entertainment One (temporadas 5–8) The Elf Factory Limited (temporada 5) Gaston's Cave Ltd (temporadas 6–8) Karrot Animation (temporadas 7–presente) Hasbro Entertainment (temporadas 8–presente) | Channel 5/Nick Jr.   | Es la serie más longeva de la compañía que sigue en producción. Continuada por Karrot Animation a partir del año 2021. |
| Ben & Holly's Little Kingdom | 2009–2013         | Rubber Duck Entertainment/E1 Kids/Entertainment One Family | Channel 5/Nick Jr.   | |